# Liste der Monuments historiques in Chambolle-Musigny
Die Liste der Monuments historiques in Chambolle-Musigny führt die Monuments historiques in der französischen Gemeinde Chambolle-Musigny auf.

## Liste der Immobilien
| Bezeichnung                      | Beschreibung          | Standort               | Kennzeichnung | Schutzstatus   | Datum     | Bild           |
| -------------------------------- | --------------------- | ---------------------- | ------------- | -------------- | --------- | -------------- |
| Kirche Ste-Barbe-et-St-Sébastien | kurz nach 1500 erbaut | Rue de l’Eglise (Lage) | PA00112175    | Classé Inscrit | 1896 1928 | weitere Bilder |

## Liste der Objekte
| Bezeichnung                                       | Beschreibung                                                              | Standort                                       | Kennzeichnung | Schutzstatus | Datum | Bild           |
| ------------------------------------------------- | ------------------------------------------------------------------------- | ---------------------------------------------- | ------------- | ------------ | ----- | -------------- |
| Kirchenfenster                                    | Bundglas, zweite Hälfte des 16. Jahrhunderts, modern neu zusammengestellt | in der Kirche Ste-Barbe-et-St-Sébastien (Lage) | PM21000491    | Classé       | 1896  |                |
| Wandgemälde Marienlitanei                         | bezeichnet 1534 bis 1539                                                  | in der Kirche Ste-Barbe-et-St-Sébastien (Lage) | PM21000492    | Classé       | 1896  | weitere Bilder |
| Grabstein für Isabeau Moisson                     | Kalkstein, bezeichnet 1502                                                | in der Kirche Ste-Barbe-et-St-Sébastien (Lage) | PM21000493    | Classé       | 1896  |                |
| Grabstein für Jehan Moisson und Catherine Poultot | Kalkstein, 16. Jahrhundert                                                | in der Kirche Ste-Barbe-et-St-Sébastien (Lage) | PM21000494    | Classé       | 1896  |                |
| Glocke                                            | Bronze, 1566 gegossen                                                     | in der Kirche Ste-Barbe-et-St-Sébastien (Lage) | PM21000495    | Classé       | 1908  |                |
| Inschrift über die der Kirche gewährten Ablasse   | Kalkstein, 16. Jahrhundert                                                | in der Kirche Ste-Barbe-et-St-Sébastien (Lage) | PM21000496    | Classé       | 1908  |                |
| Gedenkstein an die Stiftung der Kirche            | Kalkstein, 16. Jahrhundert                                                | in der Kirche Ste-Barbe-et-St-Sébastien (Lage) | PM21000497    | Classé       | 1908  |                |
| Gedenktafel an eine Messstiftung                  | Kalkstein, 16. Jahrhundert                                                | in der Kirche Ste-Barbe-et-St-Sébastien (Lage) | PM21000498    | Classé       | 1908  |                |
| Skulptur Jehan Moisson                            | Kalkstein, um 1502                                                        | in der Kirche Ste-Barbe-et-St-Sébastien (Lage) | PM21000499    | Classé       | 1913  |                |
| Skulptur Heilige Barbara                          | Holz, 17. Jahrhundert, aus der Schule von Jean Dubois                     | in der Kirche Ste-Barbe-et-St-Sébastien (Lage) | PM21000500    | Classé       | 1913  |                |
| Skulptur Heiliger Stefan                          | Holz, 17. Jahrhundert, aus der Schule von Jean Dubois                     | in der Kirche Ste-Barbe-et-St-Sébastien (Lage) | PM21000501    | Classé       | 1913  |                |
| Skulptur Christus in der Rast                     | Kalkstein, 16. Jahrhundert                                                | in der Kirche Ste-Barbe-et-St-Sébastien (Lage) | PM21000502    | Classé       | 1936  |                |
| Büste Heiliger Jakobus der Ältere                 | Kalkstein, farbig gefasst, 17. Jahrhundert                                | in der Kirche Ste-Barbe-et-St-Sébastien (Lage) | PM21000503    | Classé       | 1976  |                |
| Gemälde Madonna mit Kind zwischen zwei Heiligen   | Ölfarbe auf Leinwand, 17. Jahrhundert; nach Tizian                        | in der Kirche Ste-Barbe-et-St-Sébastien (Lage) | PM21000504    | Classé       | 1976  |                |
| Skulptur Heiliger Sebastian                       | Aufsatz eines Prozessionsstabs; Holz, farbig gefasst, 18. Jahrhundert     | in der Kirche Ste-Barbe-et-St-Sébastien (Lage) | PM21003671    | Inscrit      | 1976  |                |
| Skulptur Heiliger Vinzenz                         | Aufsatz eines Prozessionsstabs; Holz, farbig gefasst, 18. Jahrhundert     | in der Kirche Ste-Barbe-et-St-Sébastien (Lage) | PM21003672    | Inscrit      | 1976  |                |
| Kelch                                             | Glas, 18. Jahrhundert (?)                                                 | in der Kirche Ste-Barbe-et-St-Sébastien (Lage) | PM21003590    | Inscrit      | 1977  |                |
| Wandgemälde Taufe Christi                         | bezeichnet 1539                                                           | in der Kirche Ste-Barbe-et-St-Sébastien (Lage) | PM21003591    | Inscrit      | 1977  |                |
| Skulptur Christus in der Rast (2)                 | Stein, 17. Jahrhundert                                                    | in einer Wegekapelle                           | PM21003608    | Inscrit      | 1978  |                |
| Skulptur Madonna mit Kind                         | Stein, farbig gefasst, 16. Jahrhundert                                    | im Pfarrhaus                                   | PM21003592    | Inscrit      | 1977  |                |